# Dème de Sámos
Le dème de Sámos (en grec moderne : Δήμος Σάμου) est un ancien dème situé dans la périphérie de l'Égée-Septentrionale en Grèce. Il couvrait l'île de Sámos et son siège était la ville de Sámos.
Selon le recensement de 2011, le dème de Sámos comptait 32 977 habitants.
Il est remplacé en 2019, dans le cadre du programme Clisthène I, par deux dèmes :
- Sámos-Est
- Sámos-Ouest